# Rami
O rami (Boehmeria nivea) é uma planta da família Urticaceae, nativa da Ásia Oriental. Trata-se de uma planta herbácea perene que cresce a alturas de até 1 a 2,5 metros; as folhas têm forma de coração, com 7 a 15 cm de comprimento e 6 a 12 cm de largura, e brancas na sua face inferior devido a numerosos "pelos", o que lhe dá uma aparência prateada; porém, ao contrário das urtigas, os pelos não são urticantes. O rami verdadeiro (erva da China ou rami branco) é a variedade cultivada na China. Conhece-se um segundo tipo, conhecido como rami verde que se crê ser originário da península Malaia. Este tipo possui folhas menores, verdes na face inferior, e parece ser melhor adaptado a condições tropicais. Foi introduzida no Brasil em 1939, no sul do estado de São Paulo.

## Usos
É uma planta têxtil, mas que foi descoberta como uma extraordinária forrageira, principalmente por sua riqueza em proteínas.
Existe um grande número de variedades de rami mas a mais indicada para a alimentação de animais é a "murakami", por ser precoce, de alta produtividade e de folhas grandes e carnudas. Seu teor de proteínas é de 24% nas folhas e de 13% nos caules, o que significa um teor de 20%, superior à proteína existente na alfafa. 

## Propagação e cultivo

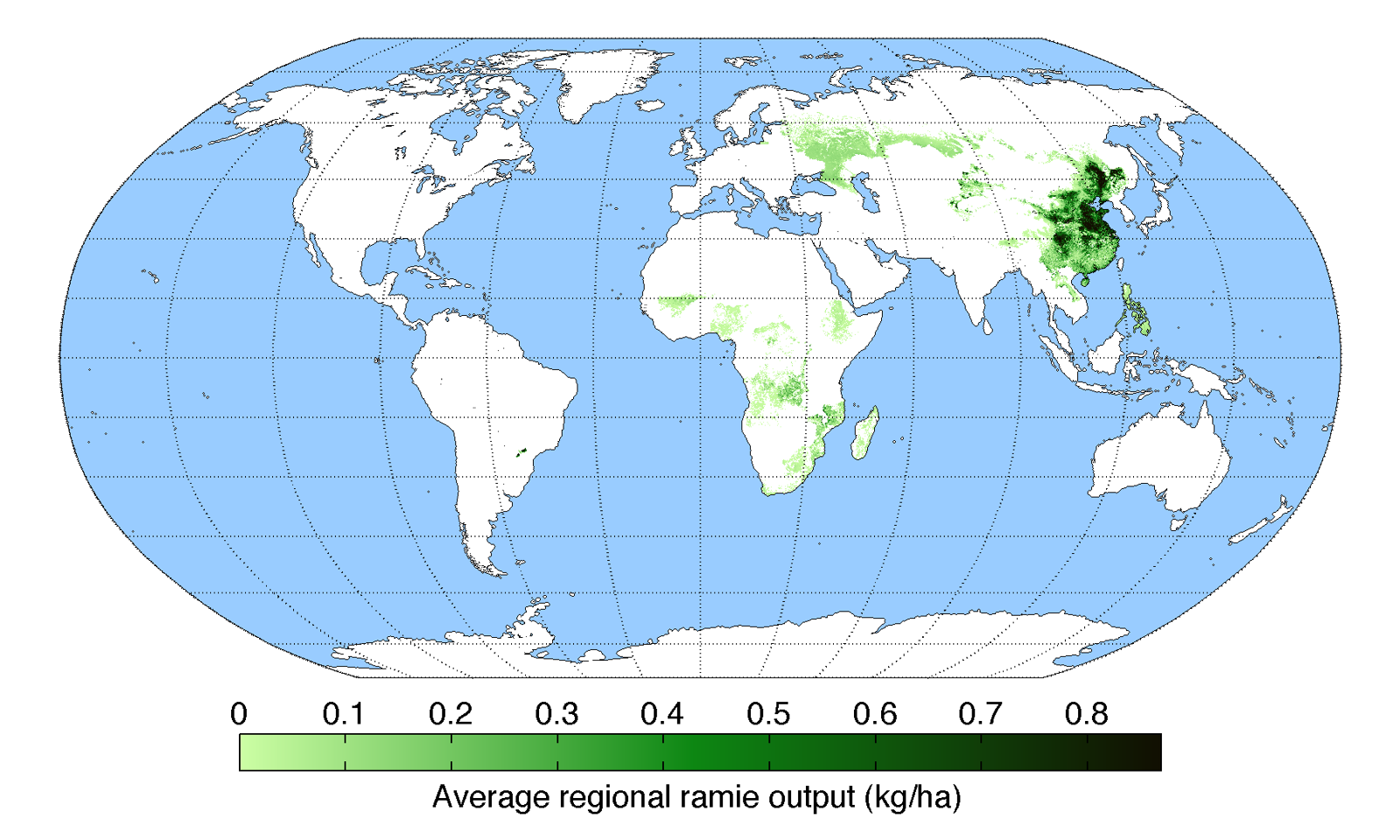
Produção mundial de rami

Embora produza sementes, o rami é multiplicado por rizomas ("raízes") que apresentam gemas, das quais nascem os caules, que são eretos, com folhas denteadas, verdes na parte de cima e branco-prateado no inferior. Pode atingir 2,5 a 3m de altura e 0,15m de diâmetro, Produz flores verdes-brancas, masculinas e femininas, no mesmo caule, seguindo-se a elas a produção de sementes.
Para o plantio, devem ser utilizados rizomas de plantas de mais de dois anos de idade e cortados em pedaços de 10 a 15 cm. São necessárias 20.000 mudas para cada ha. Um quilo de rizomas produz de 40 a 50 pedaços para o plantio. Para plantar um hectare de rami, são necessários 14 sacos de 30 quilos de rizomas. O terreno deve ser arado e destocado.
Depois, em linhas paralelas distanciadas de 40 a 50 cm, deve ser feito um sulco de 20 cm de profundidade, no qual são colocadas mudas a intervalos de 10 cm umas das outras. Quinze a vinte dias após o plantio, começam a brotar as primeiras plantas. O primeiro corte é dado, em geral, entre os 90 a 120 dias do plantio e os seguintes, a cada 30 ou 60 dias, dependendo da qualidade da terra, da época do ano, das chuvas, etc. Devemos chamar a atenção para o fato de que o rami deve ser cortado bem rente ao chão e que as falhas do plantio devem ser replantadas o mais cedo possível, 2 a 3 semanas após o nascimento das primeiras plantas.
Geralmente é colhido entre 2 a 3 vezes ao ano, mas em boas condições pode chegar a 6 colheitas..
O Brasil começou a sua produção na década de 1930 atingindo o pico em 1971. Desde então, a produção vem decaindo como resultado da competição com outras culturas como a soja e outras fibras sintéticas.

## Características Físicas
- Alongamento (%):1,8 a 2,3
- Recuperação (%): 6
- Grau de Polimerização: 2150 a 5800
- Densidade (g/cm): 1,5
- Se destaca por sua grande aplicação em tecidos para vestuário e para artigos de decoração.
- A fibra não encolhe, não alarga e não desbota com o tempo.
- Absorve água com muita rapidez e aumenta sua resistência em cerca de 25% quando molhado.
- Tem aspecto leve e fresco, capaz de absorver a transpiração corporal.
- Não larga fiapos e apresenta alta resistência.[3]

## Uma cultura em extinção
O rami é uma cultura permanente com duração de cerca de 20 anos. No entanto, uma lavoura média produz cerca de 9 anos, contando a partir do segundo ano, com máximos rendimentos entre as idades de 3 a 5 anos, depois dos quais entra em processo de rendimentos decrescentes.
Podem ser feitos até 4 cortes anuais. A colheita é realizada em 2 ou 3 semanas, após este período as fibras perdem o teor de qualidade. A qualidade e o rendimento da fibra, por sua vez, dependem do corte, da variedade da planta e de fatores climáticos.
A fibra do rami, pertencente à família das fibras longas, tem em média 150 a 200 milímetros de comprimento, a exemplo do linho, juta, sisal e cânhamo. Apresenta alta resistência, sendo considerada três vezes superior a do cânhamo, quatro vezes a do linho e oito vezes a do algodão.
O processo de beneficiamento é constituído da descorticargem e da desgoma. A primeira etapa é feita ainda no campo, através de máquinas desfibradoras ou descorticadoras, sendo as mais utilizadas conhecidas como "periquitos", que separam as cascas das hastes. 
Já a desgomagem é feita nas indústrias via processos químicos.
Em termos de processo produtivo, esta cultura apresenta baixo padrão tecnológico, sendo bastante intensiva no uso de mão de obra, da qual exige muito esforço físico. Além disso, a máquina periquito utilizada na sua descorticagem é perigosa e ineficiente, redundando na alta incidência de acidentes de trabalho.

## Produtores
A China lidera a produção de rami e exporta-o principalmente para o Japão e Europa. Outros produtores incluem o próprio Japão, Taiwan, Filipinas e Brasil. Somente uma pequena porcentagem de rami produzido está disponível no mercado internacional. Japão, Alemanha, França e o Reino Unido são os principais importadores, o restante é usado de maneira local.

## Utilização
O rami pode ser utilizado em diversos segmentos: fabricação de tecidos, cordas e barbantes, como também pode gerar a celulose para a produção de papel moeda, devido à sua resistência. Além disso, pode ser empregada, como reforço interno, na fabricação de mangueiras, pneus, fios de paraquedas, etc. O Rami em forma de barbante também é utilizado pelos agricultores na produção de tabaco para acondicionar o produto em fardos que são remetidos para as indústrias do tabaco.

## Tecidos
O rami é mais abrasivo que o linho, de forma que seus tecidos são mais ásperos e menos agradáveis ao uso, embora essas características possam ser bastante minimizadas através de processos de acabamento e/ou misturas com algumas fibras sintéticas.
Apesar dessas características, os tecidos são facilmente laváveis, apresentando grande vantagem na retenção de corantes quando comparados a qualquer outra fibra vegetal. Além disso, seu emprego é extremamente adequado nos países de clima quente, como o Brasil.
Os tecidos de rami têm boa aceitação no mercado, podendo ser considerados como um produto substituto muito próximo do linho, sendo de menor qualidade, mas com a vantagem de ser relativamente mais barato.
Em geral é vendido ao consumidor final como se fosse linho ou com o nome de "linho rami", pois dificilmente as pessoas comuns conseguem distinguir o rami do linho, seja sob a forma de roupa pronta ou de tecido para ser confeccionado.